# 金憲植
金 憲植（キム・ホンシク、朝鮮語: 김헌식、1904年 - 没年不詳）は、大韓民国の医師、政治家。第2代韓国国会議員。

## 経歴
京都帝国大学（現・京都大学）研究科卒。医師であったほか、論山邑消防署長などを務めた。1950年の第2代総選挙では論山甲選挙区から無所属で出馬し当選したが、朝鮮戦争時に北朝鮮に拉致された。